# 拉沙佩勒于兰
拉沙佩勒于兰（法語：La Chapelle-Hullin，法語發音：[la ʃapɛl ylɛ̃] ⓘ）是法国曼恩-卢瓦尔省的一个旧市镇，属于瑟格雷区。2016年12月15日，拉沙佩勒于兰相邻的另外9个市镇合并为新市镇翁布雷当茹（Ombrée d'Anjou）。

## 地理
拉沙佩勒于兰（47°45'30"N, 1°4'13"W）面积9.79 平方千米，位于法国卢瓦尔河地区大区曼恩-卢瓦尔省，该省份为法国西部内陆省份，大致对应安茹地区，北起顺时针与马耶讷省、萨尔特省、安德尔-卢瓦尔省、维埃纳省、德塞夫勒省、旺代省、大西洋卢瓦尔省和伊勒-维莱讷省接壤。
与拉沙佩勒于兰接壤的市镇（或旧市镇、城区）包括：勒纳泽、沙泽昂里、格吕热-洛皮塔勒、韦尔戈讷。
拉沙佩勒于兰的时区为UTC+01:00、UTC+02:00（夏令时）。

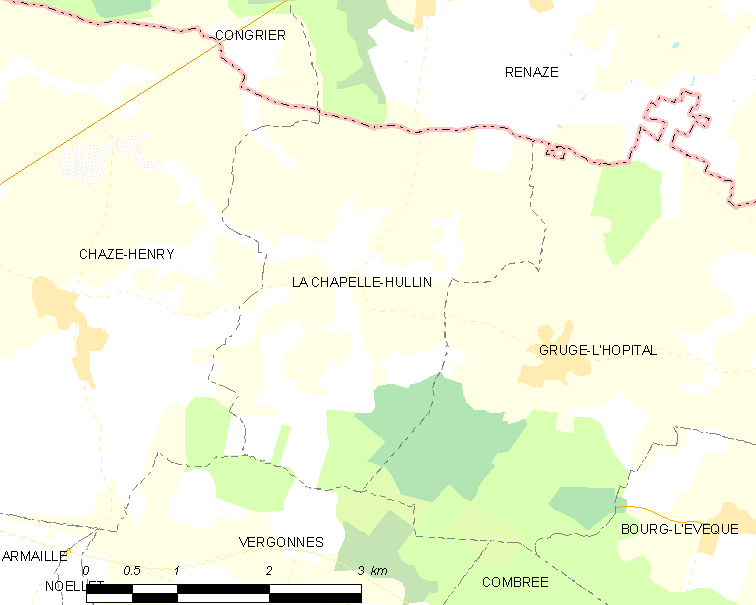
拉沙佩勒于兰的OSM定位图

## 行政
拉沙佩勒于兰的邮政编码为49420，INSEE市镇编码为49073。

## 政治
拉沙佩勒于兰所属的省级选区为蓝色安茹地区瑟格雷县。

## 人口

1962-2008年间拉沙佩勒于兰人口变化图示

拉沙佩勒于兰于2018年1月1日时的人口数量为135人。